# 武士 (2001年電影)
武士（：／ Musa）是2001年制作的一部中国与韩国合拍电影，历史体裁动作片。电影大部分场景在中国拍摄，投资70亿韩元。

## 劇情介紹
出使明朝的高麗使節團，因高麗與明朝的關係惡化，而遭到流放，流放期間遭受元朝騎兵攻擊，元軍將明軍全數殲滅，並將高麗人留在大漠戈壁自生自滅。
原先的決定，是一起越過沙漠返回高麗，但為首的高麗將軍崔正不甘揹負失敗歸鄉，在年老的副使節死後，獨斷的決定要救出被擄的明朝芙蓉公主，為明朝立功以完成任務，在救出公主後，又在渡口被遭元軍屠殺的居民跟上，除了保護公主，他們還要護送一批居民。
在幾次的對決中，將軍崔正旗下的龍虎旗，幾乎全軍覆沒時，被弓箭手陳立所領軍的忠義旗及副使節賜其自由的奴隸所救，將軍崔正的威信及其決定遭受到嚴重的質疑，改由陳立領導大家並接受公主的條件，展開下一段旅程，思鄉的高麗人與失去家人的漢人譜寫出一段令人悲泣的故事及一段排除萬難的冒險......。

## 演員陣容
| 演員   | 角色         |
| 安聖基 | 弓箭手陳立   |
| 鄭雨盛 | 黎率         |
| 朱鎮模 | 高麗將軍崔正 |
| 章子怡 | 明朝芙蓉公主 |
| 榮光   |              |
| 李斗日 |              |
| 朴埇佑 |              |
| 朴正赫 |              |
| 柳海真 |              |
| 鄭石勇 |              |

### 特別出演
| 演員   | 角色 |
| 宋在浩 |      |

## 拍片花絮
本片從籌備到拍攝共耗費了5年時間，總投資成本高達7百萬美元。本片拍攝歷時5個月，橫穿中國銀川、北京、河北等地1萬多公里進行實景拍攝，現場工作人員高達300多人，每次拍攝時需動用4部攝影機和60部車輛，使用膠片達30萬呎，容量相當於4部普通電影成本的總和。
2001年9月上映遇上911事件，韓國約210萬入場觀眾。